# Molo v Ainaži
Molo v Ainaži nazývané také Severní molo v Ainaži, lotyšsky Ainažu mols nebo Ainažu Ziemeļu mols, je v současnosti nepoužívaná kamenná vodní stavba - molo a vlnolam postavený v severozápadní části města Ainaži v zaniklém přístavu, v blízkosti lotyšsko-estonské státní hranice v kraji Limbaži v Lotyšsku.

## Další informace
Molo v Ainaži bylo postaveno z velkého množství bludných balvanů svážených z okolí. Stavba měla na břehu délku 361 m a v zátoce 482 m. V roce 1911 vypracovala železniční společnost Valmieras šaursliežu pievadceļu sabiedrība projekt spojení severního konce přístavního mola s pobřežím a využitím připojení úzkorozchodné železnice do Ainaži. Stavba byla zahájena v roce 1912 a v roce 1914 ji přerušila první světová válka. V roce 1915 nařídily vojenské úřady kolejnice z přehrady odstranit a stavba byla válkou silně poškozena. Ze stavby dnes zbývá již jen cca 630 m. V okolí mola a pláže se rozkládá cenný luční a ptačí biotop.

## Galerie

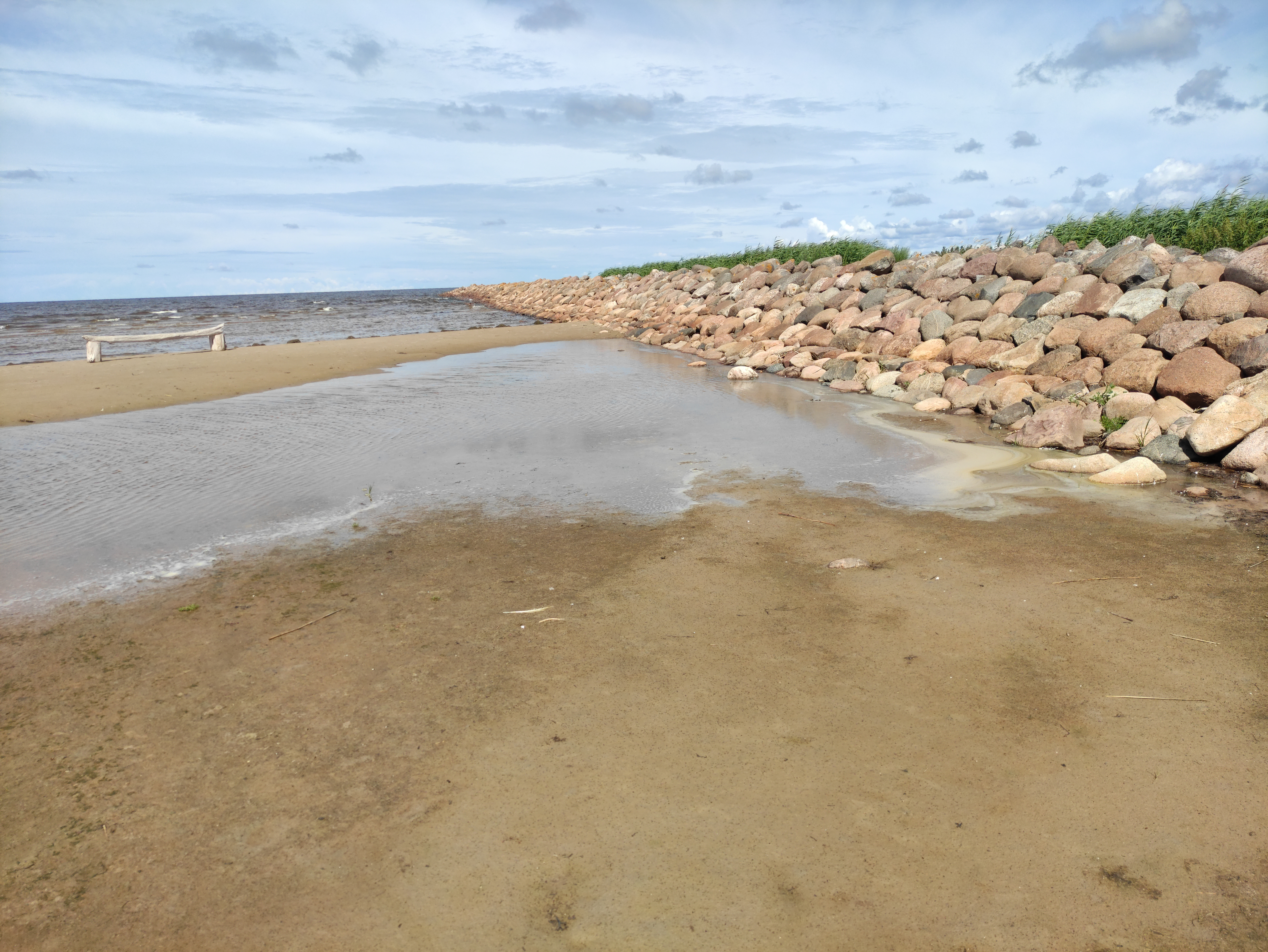
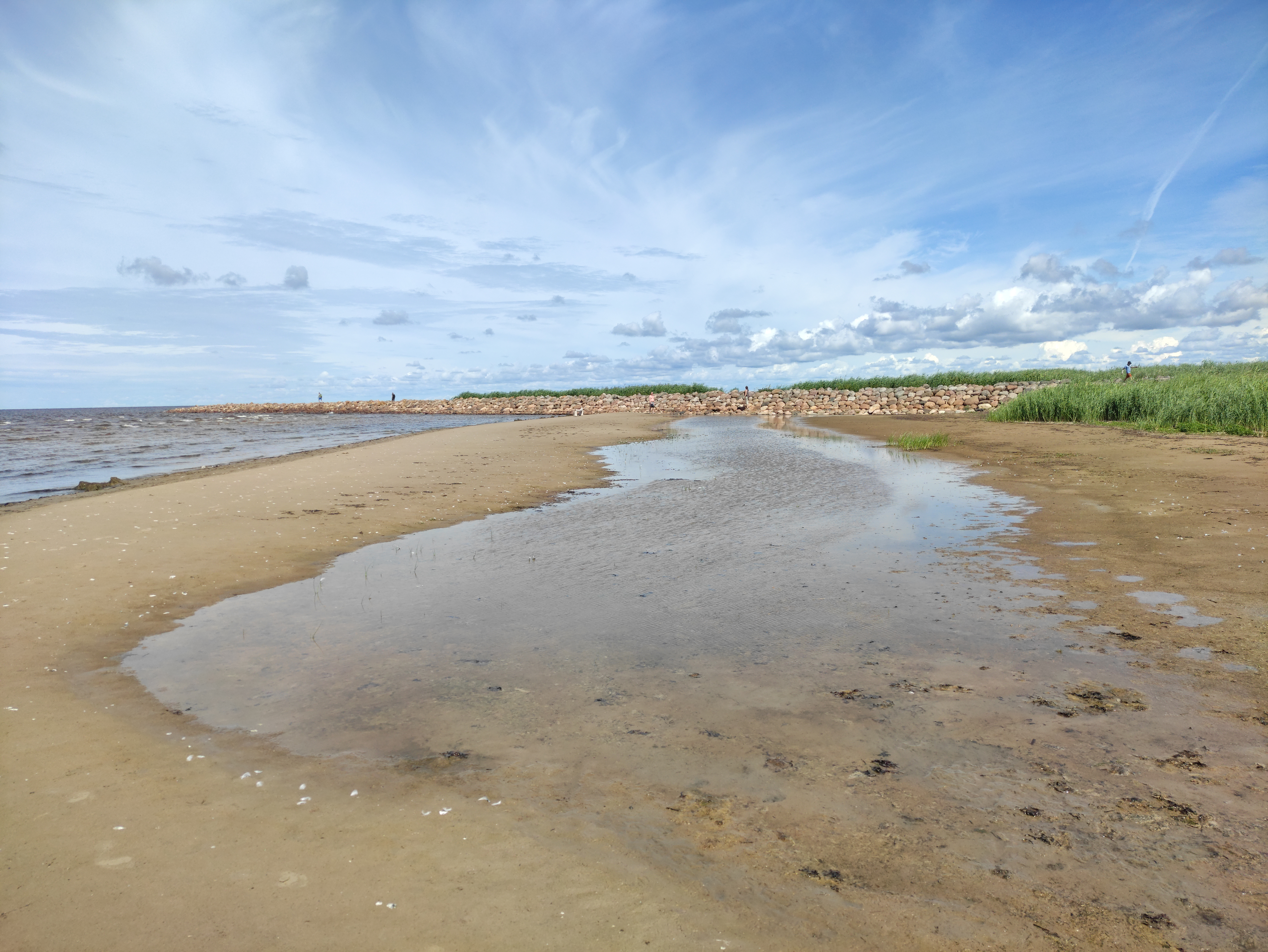
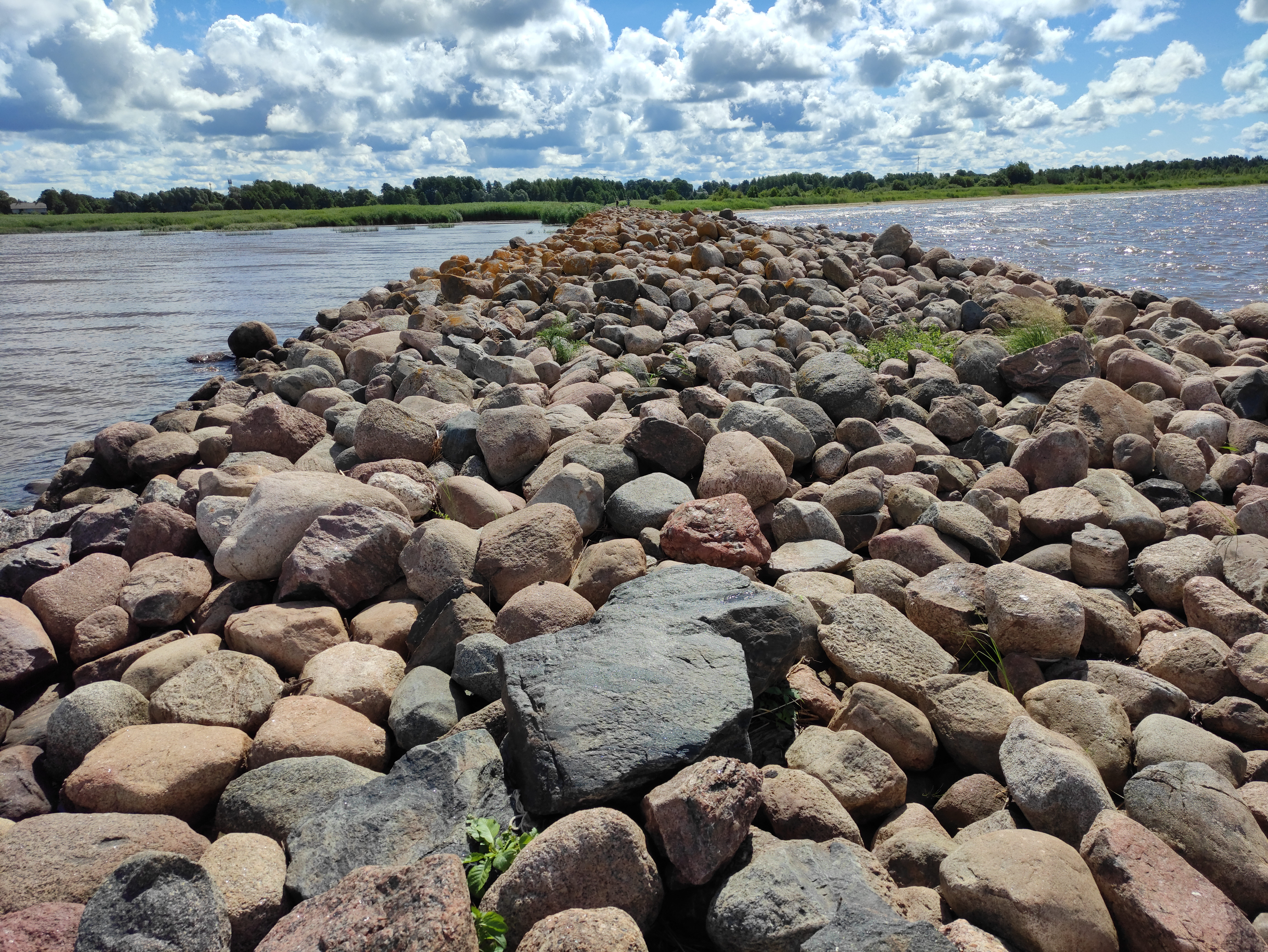
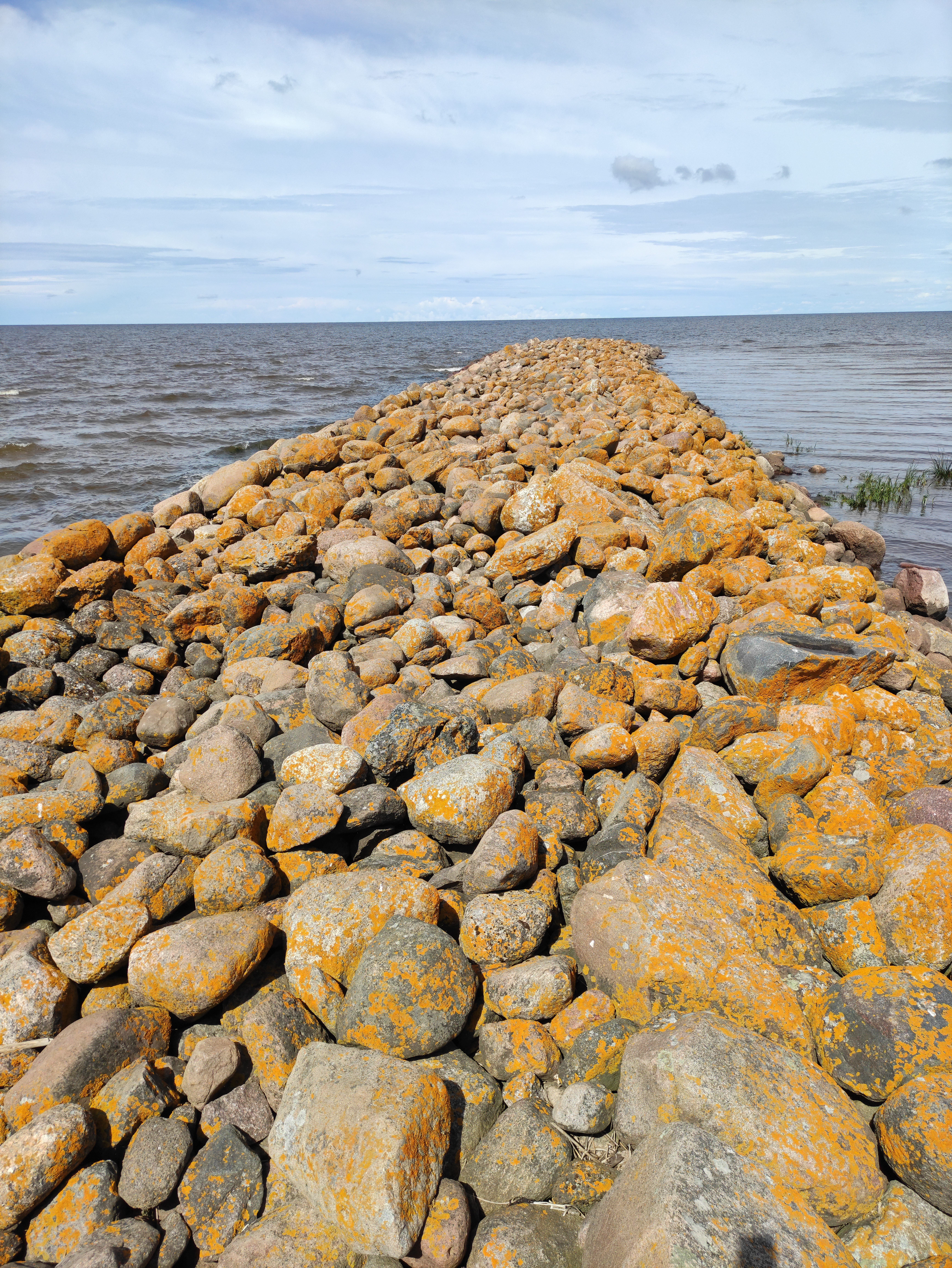
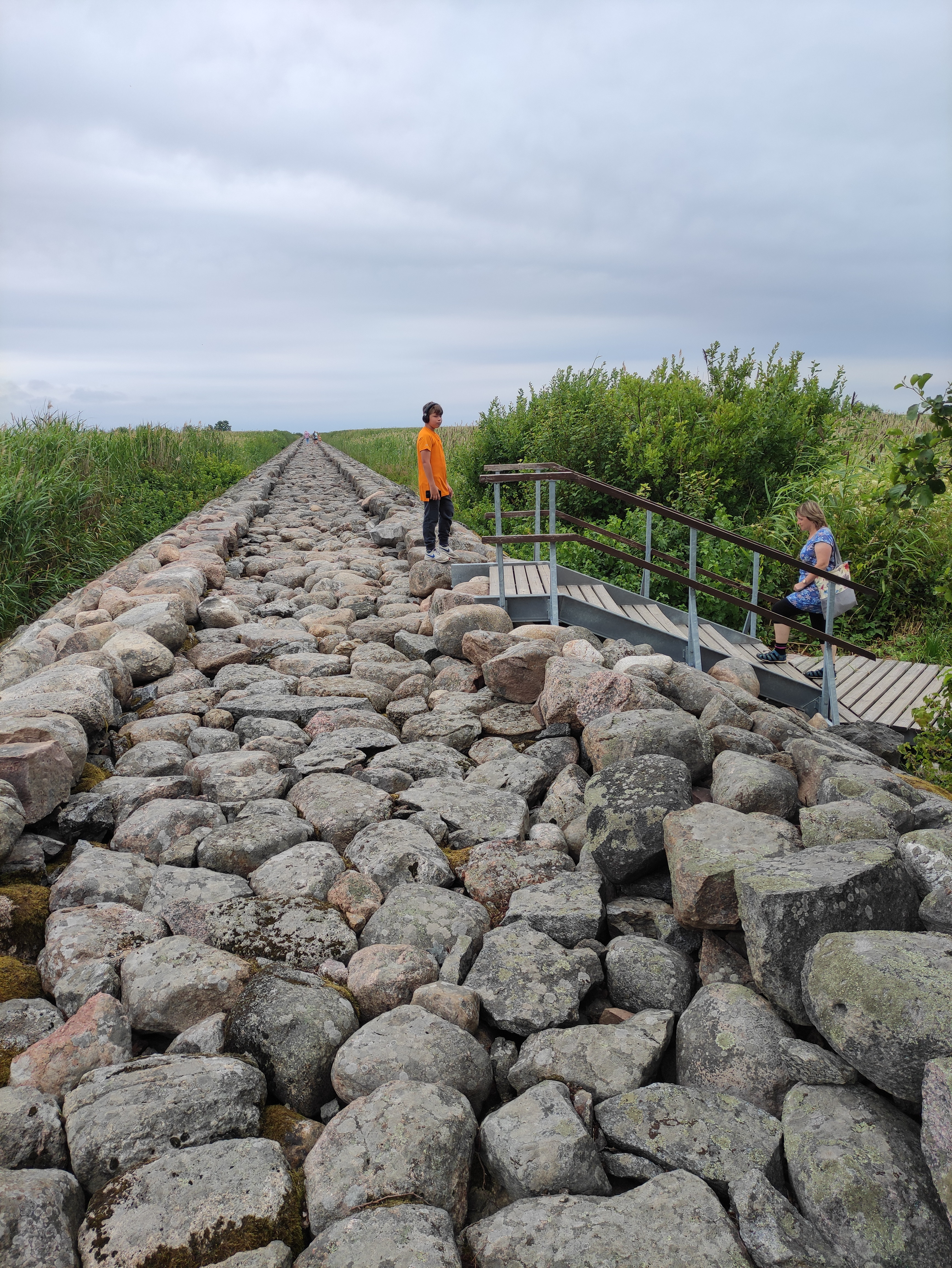